# 라스트 어텀스 드림
라스트 어텀스 드림(Last Autumn's Dream)은 2002년 스웨덴 출신 성악가 겸 키보디스트 미카엘 에를란손과 독일 하드록 밴드 페어 워닝의 기타리스트 앤디 말레섹이 결성한 하드록 밴드다.
다른 밴드 멤버들을 물색할 때, 그들은 밴드 유럽 출신의 베이시스트 욘 레븐, 드러머 이안 하우글랜드, 키보드 연주자 믹 미카엘리에게 그들이 이 새로운 음악 프로젝트에 참여하는 것에 관심이 있는지 물었고, 그 이후로 밴드는 2003년에 발매된 그들의 셀프 타이틀 데뷔 앨범을 작업하기 시작했다.
그들이 두 번째 앨범인 II를 작업하기 시작할 무렵, 유럽은 재결합했고, 라스트 어텀스 드림은 레븐, 하우글랜드, 미카엘리를 각각 마르셀 야코프, 제이미 보르거, 토마스 라사르로 대체해야 했다. II는 2005년에 발매되었다.
토마스 라사르는 II 이후 밴드를 떠났고, 밴드를 4중주로 격하시켰다. 그리고 나서 그 밴드는 2006년에 Winter in Paradise, 그리고 2007년에 Saturn Skyline이라는 앨범을 발매했다.
2007년 6월 6일, 그 밴드는 일본 시장을 위해 독점적으로 발매된 그들의 첫 번째 최고 히트 앨범인 Impressions: The Very Best of LAD를 발매했다. 그 밴드는 2007년 9월 30일 독일 루트비히스부르크에서 열린 United Forces of Rock 페스티벌에서 조 린 터너, 스탠 부시, 화이트 울프, 소울 닥터, 인간 동물원, 그리고 데인저 데인저와 함께 공연했다.
2008년 2월 22일 일본에서 다섯 번째 정규 앨범 《Hunting Shadows in Japan》과 2007년 라이브 앨범 《Live in Germany》를 발매했다.
라스트 어텀스 드림의 6번째 앨범은 Dreamcatcher라고 불리며, 2008년 12월 24일 일본에서 발매되었고, 2009년 1월 26일 유럽에서 발매되었다.
2009년 7월 21일 마르셀 야코프는 45세의 나이로 자살했다. 날레 폴슨이 그의 후임으로 영입되었다.
이 밴드의 일곱 번째와 여덟 번째 앨범인 A Touch of Heaven과 Yes는 모두 2010년에 발매되었다.
2011년 12월 14일, 이 밴드는 나인 라이브스라고 불리는 그들의 9번째 정규 앨범을 일본에 출시했다. 이 녹음에는 제프 스콧 소토와 함께한 더 라스트 투 노우(The Last to know with Jeff Scott Soto), 제니 레덴크비스트(Jenny Redenkvist)와 듀엣곡인 앤젤 아이즈(Angel Eyes), 보너스 트랙(Bonth Track)이 포함됐다.